# 28e méridien est
En géographie, le 28e méridien est est le méridien joignant les points de la surface de la Terre dont la longitude est égale à 28° est.

## Géographie

### Dimensions
Comme tous les autres méridiens, la longueur du 28e méridien correspond à une demi-circonférence terrestre, soit 20 003,932 km. Au niveau de l'équateur, il est distant du méridien de Greenwich de 3 117 km,.
Avec le 152e méridien ouest, il forme un grand cercle passant par les pôles géographiques terrestres.

### Régions traversées
En commençant par le pôle Nord et descendant vers le sud au pôle Sud, Le 28e méridien est passe par:
| Coordonnées          | Pays, territoire ou mer          | Notes                                                                                     |
| -------------------- | -------------------------------- | ----------------------------------------------------------------------------------------- |
| 90° 00′ N, 28° 00′ E | Océan Arctique                   |                                                                                           |
| 80° 12′ N, 28° 00′ E | Norvège                          | Île de Storøya, Svalbard                                                                  |
| 80° 03′ N, 28° 00′ E | Mer de Barents                   |                                                                                           |
| 78° 52′ N, 28° 00′ E | Norvège                          | Île de Kongsøya, Svalbard                                                                 |
| 78° 50′ N, 28° 00′ E | Mer de Barents                   |                                                                                           |
| 71° 04′ N, 28° 00′ E | Norvège                          |                                                                                           |
| 70° 01′ N, 28° 00′ E | Finlande                         |                                                                                           |
| 60° 40′ N, 28° 00′ E | Russie                           | Oblast de Leningrad                                                                       |
| 60° 30′ N, 28° 00′ E | Mer Baltique                     | Golfe de Finlande                                                                         |
| 59° 26′ N, 28° 00′ E | Estonie                          |                                                                                           |
| 59° 17′ N, 28° 00′ E | Russie                           | Oblast de Leningrad Oblast de Pskov — de 59° 02′ N, 28° 00′ E, passe par le Lac Peïpous   |
| 56° 40′ N, 28° 00′ E | Lettonie                         |                                                                                           |
| 56° 07′ N, 28° 00′ E | Biélorussie                      |                                                                                           |
| 51° 34′ N, 28° 00′ E | Ukraine                          |                                                                                           |
| 48° 19′ N, 28° 00′ E | Moldavie                         |                                                                                           |
| 47° 02′ N, 28° 00′ E | Roumanie                         |                                                                                           |
| 43° 51′ N, 28° 00′ E | Bulgarie                         |                                                                                           |
| 41° 13′ N, 28° 00′ E | Mer Noire                        |                                                                                           |
| 42° 03′ N, 28° 00′ E | Bulgarie                         | Sur environ 8 km                                                                          |
| 41° 59′ N, 28° 00′ E | Turquie                          | 109 km Thrace                                                                             |
| 41° 01′ N, 28° 00′ E | Mer de Marmara                   | 61 km.                                                                                    |
| 40° 30′ N, 28° 00′ E | Turquie                          | 385 km. Anatolie                                                                          |
| 37° 02′ N, 28° 00′ E | Mer Méditerranée                 | 18 km.Mer Égée                                                                            |
| 36° 48′ N, 28° 00′ E | Turquie                          | 10 km. Péninsule de Datça                                                                 |
| 36° 34′ N, 28° 00′ E | Mer Méditerranée                 | 43 km Mer Égée                                                                            |
| 36° 22′ N, 28° 00′ E | Grèce                            | Île de Rhodes                                                                             |
| 36° 03′ N, 28° 00′ E | Mer Méditerranée                 |                                                                                           |
| 31° 05′ N, 28° 00′ E | Égypte                           |                                                                                           |
| 22° 00′ N, 28° 00′ E | Soudan                           |                                                                                           |
| 10° 10′ N, 28° 00′ E | Abyei                            | Zone contrôlée par le Soudan et revendiquée par le Soudan du Sud                          |
| 9° 25′ N, 28° 00′ E  | Soudan du Sud                    |                                                                                           |
| 4° 33′ N, 28° 00′ E  | République démocratique du Congo |                                                                                           |
| 12° 20′ S, 28° 00′ E | Zambie                           | La frontière avec le Zimbabwe est le Lac Kariba                                           |
| 16° 53′ S, 28° 00′ E | Zimbabwe                         |                                                                                           |
| 21° 33′ S, 28° 00′ E | Botswana                         |                                                                                           |
| 22° 56′ S, 28° 00′ E | Afrique du Sud                   | Limpopo Nord-Ouest Gauteng - passe par Johannesburg, à l'ouest du centre-ville État libre |
| 28° 52′ S, 28° 00′ E | Lesotho                          |                                                                                           |
| 30° 39′ S, 28° 00′ E | Afrique du Sud                   | Cap-Oriental                                                                              |
| 32° 57′ S, 28° 00′ E | Océan Indien                     |                                                                                           |
| 60° 00′ S, 28° 00′ E | Océan Austral                    |                                                                                           |
| 69° 52′ S, 28° 00′ E | Antarctique                      | Terre de la Reine-Maud, revendiquée par la Norvège                                        |